# Helluodes
Helluodes is een geslacht van kevers uit de familie van de loopkevers (Carabidae). De wetenschappelijke naam van het geslacht is voor het eerst geldig gepubliceerd in 1846 door Westwood.

## Soorten
Het geslacht Helluodes omvat de volgende soorten:
- Helluodes devagiriensis Sabu, Abhitha & Zhao, 2008
- Helluodes taprobanae Westwood, 1847
- Helluodes westwoodii Chaudoir, 1869